# Kerteminde Skipper-Ligbærelaug
|  | Denne artikel er oprettet af botten Steenthbot ud fra en ekstern database. Den kan derfor have sproglige fejl eller mangler. Denne skabelon kan fjernes efter kontrol af indholdet. |

Kerteminde Skipper-Ligbærelaug er en dansk dokumentarfilm fra 1962.